# 1992 au Danemark
Cet article traite des événements qui se sont produits durant l'année 1992 au Danemark.

## Gouvernements
- Monarque : Margrethe II
- Premier ministre : Poul Schlüter

## Événements

### Juin 1992
- 21–22 juin : un Conseil européen est tenu à Copenhague menant à la formulation des critères de Copenhague
- 26 juin : le Danemark remporte l'Euro 92 avec une marque 2 à 0 contre l'Allemagne à Stockholm. Il s'agit du premier trophée international majeur remporté par le Danemark

## Décès
- 6 janvier : Bent Christensen, un réalisateur (né en 1929)